# Mompha eloisella
Mompha eloisella é uma espécie de mariposa do gênero Mompha pertencente à família Coleophoridae.